# Jane Seymour (1541-1561)

Stemma della famiglia Seymour

Jane Seymour (Wulfhall, 1541 – 1561) è stata una nobile e scrittrice inglese.

## Biografia
Era figlia di Edward Seymour, I duca di Somerset e della seconda moglie Anne Stanhope.
Come le sorelle Anna e Margaret, Jane fu scrittrice e appassionata di letteratura. La loro fama giunse anche all'estero dove vennero apprezzate e prese a modello.
Tra i lavori delle sorelle si ricorda Hecatodistichon, 103 distici latini composti per la tomba di Margherita di Valois, pubblicati a Parigi nel 1550.
Per volere di loro padre, protagonista della scena politica inglese con la nomina a Lord protettore per il nipote Edoardo VI d'Inghilterra, le sorelle ricevettero un'educazione umanistica diretta ad un loro futuro ruolo come principesse o degne consorti della più alta nobiltà inglese. Negli ambiziosi piani politici del duca infatti le figlie giocavano un ruolo rilevante: Jane sarebbe stata destinata infatti a sposare Edoardo VI, se gli intrighi paterni non fossero stati svelati e il duca condannato a morte per tradimento nel 1552.
Due anni prima invece Anna venne data in sposa a John Dudley, che come il padre John Dudley, I duca di Northumberland e il suocero Edward finì alla Torre con l'accusa di complotto e alto tradimento.
Nonostante la sua famiglia si fosse macchiata di detti delitti, Jane venne ammessa a corte per divenire dama di Maria I e poi di Elisabetta I. Tuttavia proprio a corte venne coinvolta in un ulteriore intrigo facendosi promotrice del matrimonio segreto tra suo fratello Edward e Catherine Grey, cugina della regina e sua eventuale erede al trono. Tuttavia Jane morì prima che lo scandalo venisse scoperto e rimase l'unica testimone dell'avvenuta cerimonia e dell'identità del prete officiante, che non fu mai trovato. Elisabetta fece rinchiudere la coppia nella Torre e dichiarare bastardi i loro figli.
Jane morì nel 1561 e venne sepolta a Westminster Abbey.
Insieme alle sorelle, viene ricordata nell'opera Memoirs of British Ladies di George Ballard.